# Alastair Forsyth

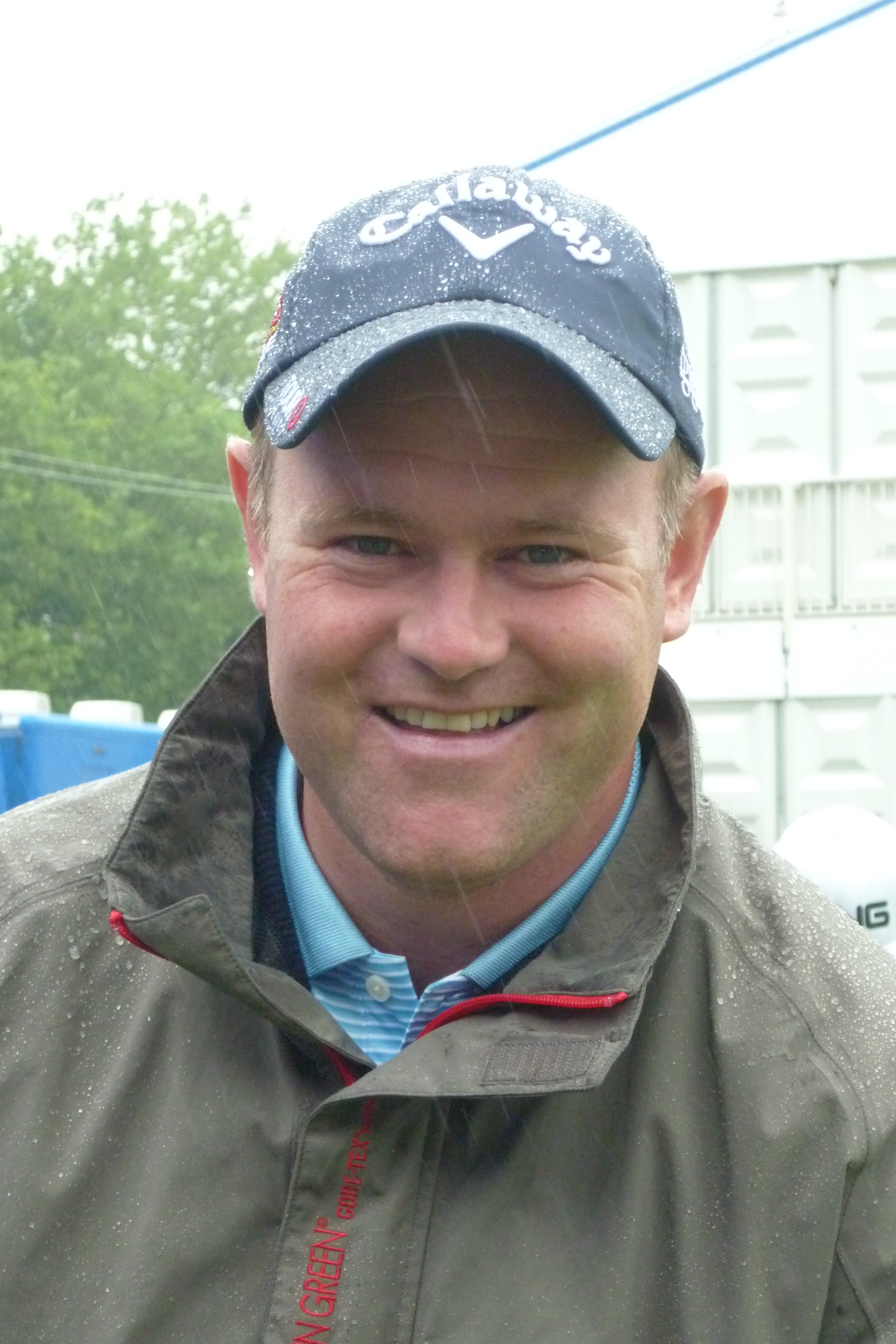
KLM Open 2010.

Alastair Forsyth (Glasgow, 5 februari 1976) is een professioneel golfer uit Schotland.

## Amateur
Forsyth speelde van 1993 tot 1997 in de nationale selectie.

### Gewonnen
- 1996: Scottish Amateur Open Stroke Play Championship

### Teams
- Jacques Leglise Trophy: 1994 (winnaars]

## Professional
Forsyth werd in 1998 professional. Hij speelde eerst op de MasterCard Tour, won daar de Order of Merit van 1999, won ook de Schotse TArtan Tour, won vervolgens de Tourschool en speelt sinds 2000 op de Europese Tour. Ian Poulter werd dat jaar Rookie of the Year, Forsyth stond nummer twee. Op de Europese Tour heeft hij slechts tweemaal net buiten de top 100 gestaan, en hij heeft nooit zijn kaart verloren. 
In 2003 behaalde hij zijn beste positie op de Order of Merit en eindigde als nummer 19. 
Forsyths coach was Bob Torrance, maar in 2008 ging hij terug naar zijn oude coach, Ian Rae. In mei 2008 werd hij de beste speler van Schotland op de Wordl Ranking en onttroonde Colin Montgomerie. Hij werd onder meer achtste bij het Amerikaans PGA Kampioenschap. 

### Gewonnen

#### Nationaal
- 1998: Scottish Under 25’s Championship, Scottish Assistants Championship
- 1999: Saint-Omer Open (MasterCard Tour), Scottish Under 25’s Championship, Scottish Assistants Championship, Northern Open
- 2000: Scottish Closed PGA Championship

#### Europese Tour
- 2002: Carlsberg Malaysian Open
- 2008: Madeira Islands Open BPI - Portugal

### Teams
- World Cup: 2002, 2003, 2004, 2008, 2009